# Three Way (Tennessee)
Three Way es una ciudad ubicada en el condado de Madison en el estado estadounidense de Tennessee. En el Censo de 2010 tenía una población de 1.709 habitantes y una densidad poblacional de 145,47 personas por km².

## Geografía
Three Way se encuentra ubicada en las coordenadas 35°46′20″N 88°51′26″O / 35.77222, -88.85722. Según la Oficina del Censo de los Estados Unidos, Three Way tiene una superficie total de 11.75 km², de la cual 11.75 km² corresponden a tierra firme y (0%) 0 km² es agua.

## Demografía
Según el censo de 2010, había 1.709 personas residiendo en Three Way. La densidad de población era de 145,47 hab./km². De los 1.709 habitantes, Three Way estaba compuesto por el 86.66% blancos, el 11.7% eran afroamericanos, el 0.12% eran amerindios, el 0.41% eran asiáticos, el 0% eran isleños del Pacífico, el 0.18% eran de otras razas y el 0.94% pertenecían a dos o más razas. Del total de la población el 0.35% eran hispanos o latinos de cualquier raza.